# Entre deux amours

Entre deux amours (titre original : Tween Two Loves) est un film muet américain réalisé par Thomas H. Ince et sorti en 1911.

## Fiche technique
- Titre : Entre deux amours
- Titre original : Tween Two Loves
- Réalisation : Thomas H. Ince
- Producteur : Carl Laemmle
- Date de sortie :  États-Unis : 28 septembre 1911

## Distribution
- Mary Pickford : Grace
- William E. Shay : George
- J. Farrell MacDonald : le fermier Howard